# یواس‌اس کاسک (اس‌اس-۳۴۸)
یواس‌اس کاسک (اس‌اس-۳۴۸) (به انگلیسی: USS Cusk (SS-348)) یک زیردریایی بود که طول آن ۳۱۱ فوت ۹ اینچ (۹۵٫۰۲ متر) بود. این زیردریایی در سال ۱۹۴۵ ساخته شد.